# Labarnasz hettita herceg
Labarnasz herceg (Labarnaš) a korai Hettita Birodalom egyik kevéssé ismert alakja. Általában I. Hattuszilisz ifjabb fiának tartják, mivel Huccijasz trónöröklési jogának elvesztése után Labarnasz vált a kijelölt örökössé. A korszak hettita uralkodóházának családi viszonyai azonban nem kellően ismertek, több lehetséges verzió létezik I. Hattuszilisz származására vonatkozóan is, és Labarnasz hercegére is.
Labarnasz herceg Hattuszilisz végrendeletéből ismert (CTH#6). Itt azonban anyját nem nevezik meg, csak „a kígyó” jelzővel illetik. Arról nincsenek adatok, hogy Hattuszilisz egyetlen ismert felesége, Kadduszi kegyvesztett lett volna, de elképzelhető, hogy ekkor már nem élt, mivel a végrendelet őt sem említi. A lehetséges elképzelések közt szerepel, hogy „a kígyó” jelző nem Kadduszira, hanem Hattuszilisz egy ismeretlen nevű leánytestvérére vonatkozik. Ebben az esetben Labarnasz nem a fia, hanem az unokaöccse lenne Hattuszilisznek. Ezt erősíti meg a CTH#6 egy vele kapcsolatos mondata: „Senki sem nevelné fel leánytestvére fiát”.
Labarnaszt és anyját Hattuszilisz végrendelete a nép kiszipolyozójának, az ország népe ellenségének nevezi. Kegyetlen és gyilkos hajlamú, akit Hattuszilisz kitagad a trónöröklésből. Helyette Hasztajarasz fiát, leányági unokáját, Mursziliszt nevezte ki örökösnek. Labarnaszt egy gazdag, de távoli hercegség kormányzójává tette, hogy Hattuszasztól messze legyen, és megtiltotta neki, hogy elhagyja ezt a birtokot.
Labarnasz további sorsa ismeretlen.